# Termitoonops faini
Termitoonops faini är en spindelart som beskrevs av Benoit 1964. Termitoonops faini ingår i släktet Termitoonops och familjen dansspindlar.
Artens utbredningsområde är Kongo. Inga underarter finns listade i Catalogue of Life.